# Paul Pauwels
Paul Pauwels (* 24. April 1960 in Merksem) ist ein belgischer Linguist und Übersetzungswissenschaftler. Er lehrt als Universitätsprofessor an der Katholischen Universität Löwen (KU Leuven).

## Lehre
Von 1999 bis 2003 war Pauwels Leiter der Abteilung für Übersetzen und Dolmetschen an der Lessius Hogeschool in Antwerpen, an der er von 2006 bis 2013 einen Lehrstuhl für Englisch begleitete.
Seit 2013 unterrichtet er als Professor für Englisch an der philologischen Fakultät der KU Löwen.

## Funktionen und Mitgliedschaften
Pauwels ist Mitglied im Vorstand der CIUTI (Internationale Konferenz der Universitätsinstitute für Dolmetscher und Übersetzer), bei der er zudem dem Präsidium angehört.
Weiterhin ist er Mitglied des Bildungsrates (education council) der KU Leuven.
Bis zum Jahr 2010 war er Leiter der Teacher Training group sowie des Competence Validation Committee innerhalb des Hochschulverbands Association K.U. Leuven. In dieser Funktion war er an verschiedenen Projekten zur Optimierung der Lehre beteiligt.

## Forschungsschwerpunkte
Pauwels befasst sich insbesondere mit dem Vermittlung von Englisch als Fremdsprache. Ein besonderer Schwerpunkt liegt dabei auf der Erforschung und Optimierung des Erlernens von Vokabeln beim Fremdsprachenerwerb.
Einen weiteren Fokus seiner Arbeit bildet der Bereich der Textlinguistik.
Pauwels befasst sich zudem mit der Entwicklung von Curricula für den Fremdsprachenunterricht.

## Publikationen (Auswahl)

### Monographien
- Pauwels, P. (2000). Put, set, lay and place: A cognitive linguistic approach to verbal meaning. Muenchen: Lincom Europa.
- Pauwels, P., Goossens, L., Rudzka-Ostyn, B., Simon-Vandenberghen, A., Vanparys, J. (1995). By word of mouth: Metaphor, metonymy and linguistic action in a cognitive perspective. Amsterdam: Benjamins.
- Pauwels, P., Erzeel, R., Bulcaen, C., Hoekx, B. (2006). Working Words. At Ease. Mechelen: Wolters Plantijn.
- Pauwels, P., Erzeel, R., Bulcaen, C. (2005). Working words. At work. Mechelen: Wolters-Plantyn.

### Aufsätze
- Pauwels, P. (2012). Vocabulary materials and study strategies at advanced level. Language Learning Journal, 40 (1), 47–63.
- Gilis, A., Clement, M., Laga, L., Pauwels, P. (2008). Establishing a competence profile for the role of student-centred teachers in higher education in Belgium. Research in Higher Education, 49 (6), 531–554.
- Pauwels, P. (2001). The dictionary and the disk. English Today, 17 (4), 61–63.
- Pauwels, P. (2001). Researching vocabulary studying strategies. In: Van Huffel B., Segers W. (Eds.), Mélanges: vertalers en verwanten. Antwerpen: Lessius Hogeschool, 20–32.
- Pauwels, P. (1999). Putting metonymy in its place. In: Radden G., Panther K. (Eds.), Metonymy in language and thought. Amsterdam: Benjamins, 257–275.
- Pauwels, P. (1995). Levels of metaphorization: The case of put. In: Goossens L., Pauwels P., Rudzka-Ostyn B., Simon-Vandenbergen A., Vanparys J. (Eds.), By word of mouth: metaphor, metonymy and linguistic action in a cognitive perspective. Amsterdam: Benjamins, 125–158.
- Pauwels, P., Simon-Vandenberghen, A. (1995). Bodyparts in linguistic action: Underlying schemata and value judgements. In: Goossens L., Pauwels P., Rudzka-Ostyn B., Simon-Vandenbergen A., Vanparys J. (Eds.), By word of mouth: metaphor, metonymy and linguistic action in a cognitive perspective. Amsterdam: Benjamins, 35–69.

### Rezensionen
- Pauwels, P. (2013). Lynne Flowerdew, 'Corpora in language education'. English Text Construction, 6 (2), 306–309.
- Pauwels, P. (2013). Gonzalez-Pueyo, Isabel et al. (eds.), "Teaching academic and professional English online" (2009). ITL - International Journal of Applied Linguistics, 162, 134–139.
- Pauwels, P. (2010). Randall, Mick, "Memory, psychology and second language learning" (2007). ITL: Review of Applied Linguistics, 160, 138–142.
- Pauwels, P. (2006). Seidlhofer, Barbara, (ed)., "Controversies in applied linguistics" (2003). ITL: Review of Applied Linguistics, 152, 157–160.
- Pauwels, P. (2006). Bogaards, Paul en Batia Laufer (eds.), "Vocabulary in a second language. Selection, acquisition and testing" (2004). ITL: Review of Applied Linguistics, 151, 123–126.
- Pauwels, P. (2005). Hyland, Ken, "Teaching and researching writing" (2002). ITL: Review of Applied Linguistics, 147–148, 79–82.
- Pauwels, P. (2004). Stein, Gabriele, "Developing your English vocabulary" (2002). ITL: Review of Applied Linguistics, 143/144, 147–150.